# Такер, Лиза
Ли́за Габриэ́ль Та́кер (англ. Lisa Gabrielle Tucker; род. 13 июня 1989, Анахайм, Калифорния) — американская певица, пианистка, гитаристка и актриса. Наиболее известна, как занявшая 10-е место в 5-м сезоне музыкального реалити-шоу «American Idol» (2006) и по роли Греты Мартин в телесериале «Дневники вампира» (2011).

## Биография
Лиза Габриэль Такер родилась 13 июня 1989 года в Анахайме (штат Калифорния, США) в семье африканского и белизийского происхождения Стэнли-второго и Элинор Такер. У Лизы есть два старших брата — Стэнли-третий и Билли Такер, которые были хореографами её концерта в 2002 году.
Лиза окончила «La Palma's John F. Kennedy High School».

## Избранная фильмография
| Год       |   | Русское название       | Оригинальное название | Роль            |
| --------- | - | ---------------------- | --------------------- | --------------- |
| 2007—2008 | с | Зоуи 101               | Zoey 101              | Лиза Перкинс    |
| 2009      | с | 90210: Новое поколение | 90210                 | студентка       |
| 2011      | с | Дневники вампира       | The Vampire Diaries   | Грета Мартин    |
| 2013      | с | Последователи          | The Following         | телеведущая № 3 |